# ريسوت للأسمنت
ريسوت للأسمنت هي شركة تصنيع الاسمنت العمانية. وهي أكبر منتج للأسمنت في السلطنة. وفقًا للدليل العالمي للأسمنت 2018، فإن الشركة هي أكبر منتج للأسمنت في العالم في المرتبة 92 على أساس الطاقة الإنتاجية المتكاملة.

## خطة التوسع المتوقفة
أعرب الرئيس التنفيذي للشركة غوس في عام 2018 عن رغبته في التوسع على مستوى العالم من خلال إستراتيجية الديون الثقيلة للقروض المصرفية. خطط التوسع أكبر بكثير من حجم أعمال الشركة الحالي وقد تعثرت في عام 2019.
في مقابلة مع Hindu Business Line في ديسمبر 2018، زعم غوس أنه قد خصص 200 مليون دولار لشراء 2 عمليات استحواذ في الهند والتي سيتم الانتهاء منها بحلول الربع الأول من عام 2019. ووعد كذلك بأن الشركة «ستستثمر ما بين 400 إلى 500 مليون دولار لتوسيع» الشركتين الهنوديتين المستحوذتين على مدار السنوات الأربع القادمة. لم يتم الإعلان عن عمليات الاستحواذ في الهند اعتبارًا من مايو 2019. 
تسعى الشركة إلى إنشاء مصنع أسمنت مشترك مع شركة أسمنت عمان المنافسة. يشار إلى أن المشروع المشترك «الوسطى للأسمنت» يعاني من تأخير بسبب تقرير إعلامي صدر في يناير 2019 يصف المشروع بأنه «بطيء التنفيذ».